# Неркін Сасунашен
Неркін Сасунашен (вірм. Ներքին Սասունաշեն) — село у марзі Арагацотн, на заході Вірменії. Село розташоване за 12 км на схід від міста Талін, за 40 км на північний захід від міста Аштарака, за 1 км на південь від села Верін Саснашен, за 3 км на південний захід від села Верін Базмаберд, за 3 км на північний захід від села Неркін Базмаберд та 4 км на схід від села Давташен.
В селі збереглися основи монастиря VII століття. У селі також міститься гранітна стела з маркуванням місця падіння літака ВПС США C-130, збитого радянськими літаком МіГ 2 вересня 1958 р., внаслідок чого загинуло 17 військовослужбовців США.